# Girgam
Girgam (em língua árabe, Divã) é a crónica real do Império de Canem, e depois Império de Bornu. O termo é também usado para se referir às tradições históricas orais ou escritas nalguns reinos a oeste de Bornu, como os de Daura ou Fica.

## História
O Divã foi descoberto em 1851 pelo viajante alemão Heinrich Barth em Kukawa, a capital de Bornu no século XIX.

## Etimologia
O seu nome local, Girgam, deriva do termo acádio-sumério girginakku ("biblioteca, caixa para tábuas escritas"). Daí a sua tradução árabe divã ("registo, colecção de escritos").

## Descrição
O livro é escrito em língua árabe. Começa com a lista de todos os patriarcas bíblicos (excepto um) antes de Abraão e coloca Sef e Dugu antes e depois de Abraão. A identificação de Sef no século XIII com o herói pré-islâmico iemenita Ceife ibne Di Iazane corresponde a um esforço consciente para colocar a história de Canem e Bornu em linha com a história árabe. A forma de alguns dos nomes patriarcais parece ser autêntica e não derivada de fontes árabes. Consequentemente, é possível dizer-se que existiu uma forma local de transmissão de informação bíblica válida.
O livro fornece o nome de 69 governantes de Canem e Bornu, bem como eventos ocorridos em seus reinados. Livros de  escritores árabes como Ibne Saíde Almagribi, Almacrizi e Alcalcaxandi confirmam as informações do livro. Com base nessas fontes, uma precisa cronologia dos governantes de Canem e Bornu pode ser traçada entre os séculos X e XIX. Após a queda da dinastia sefaua em 1846, os apoiadores da dinastia seguinte, a Canemi, tentaram apagar os registros relativos à dinastia sefauaː com isso, queimaram muitos exemplares do Girgam. Os dois únicos exemplares conhecidos que restaram do Girgam foram os dois usados por Barth.

## Literatura
- Lange, Dierk: Le Diwan des Sultans du Kanem-Bornu: Chronologie et histoire d'un royaume africain, Wiesbaden 1977.
- Lange, Dierk: Ancient Kingdoms of West Africa, Dettelbach 2004 (notes concerning a slightly amended chronology, p. 552).
- Palmer, Herbert R.: The Bornu Sahara and Sudan, London 1936 (a rough Engl. translation of the diwan, pp. 89–95).